# Alpha Caeli
Alpha Caeli is een dubbelster in het sterrenbeeld Graveerstift met een magnitude van 4,45. De ster is in de Benelux 's winters vaag en net boven de horizon te zien.